# Ruine Faulensee
Die Ruine Faulensee ist eine abgegangene mittelalterliche Niederungsburg aus dem 13. Jahrhundert und steht in Faulensee, in der Schweizer Gemeinde Spiez im Kanton Bern.

## Lage und Beschreibung

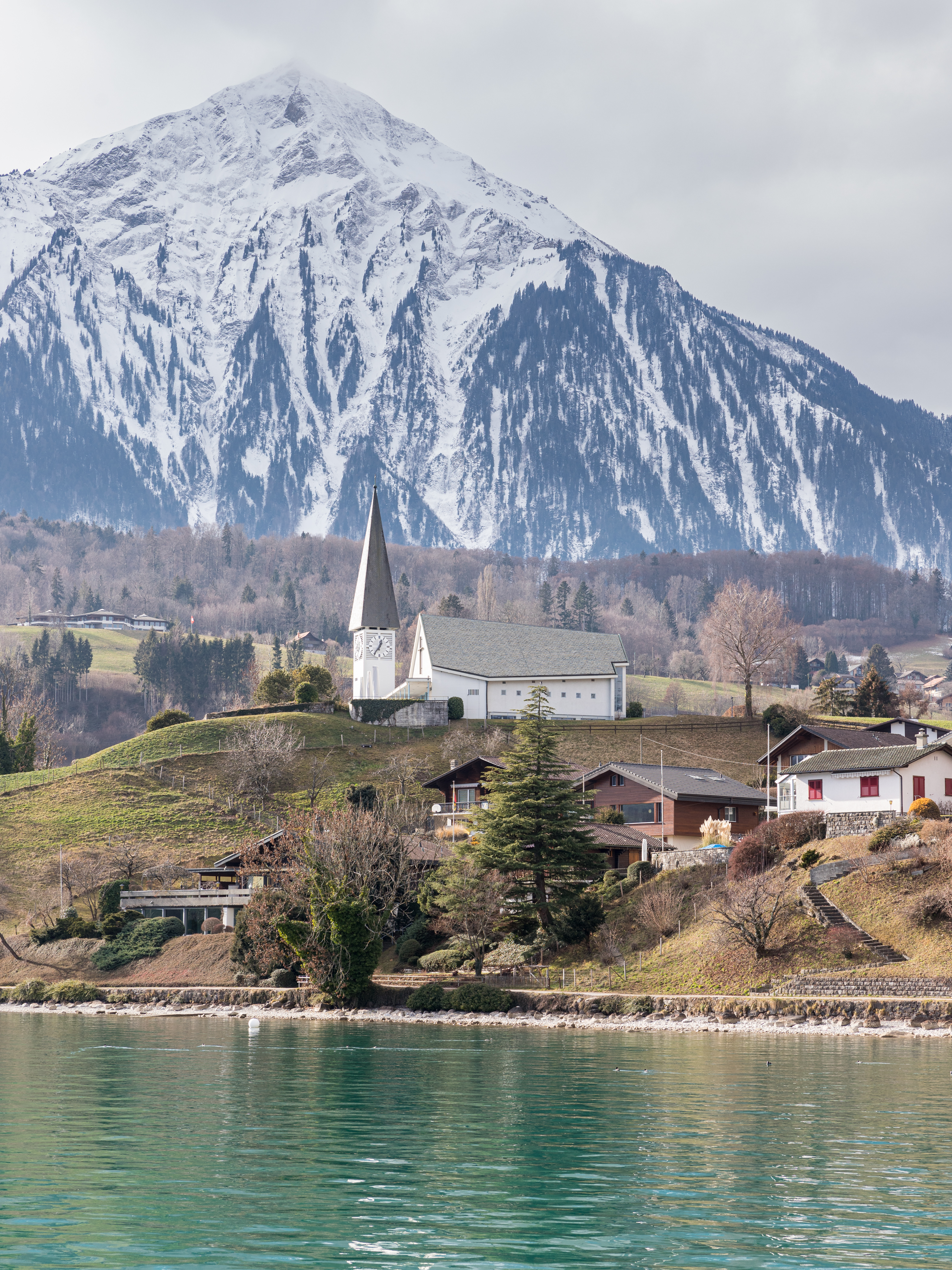
Faulensee mit reformierter Kirche vor dem Niesen

Die noch erhaltenen Teile der ehemaligen Burg Faulensee liegen östlich vor dem Eingang der reformierten Kirche Faulensee. Die Burg kann nicht ohne die abgegangene Columbanskapelle beschrieben werden. Bei den Ausgrabungen 1961–1962 konnte man die Ausmasse und den Verlauf der Grundmauern feststellen. Die Hauptelemente der Burg sind die Grundmauern eines viereckigen Turms von 12,5 × 9,5 Meter Aussenlänge und einer Mauerstärke von 2–2,7 Meter. Die Ausmasse des ehemaligen Bergfrieds übertreffen jene des Bergfrieds der Burg von Spiez, was auf eine bedeutende Herkunft schliessen lässt.
Der Turm ist mit roh zugehauenen Bruchsteinen gemauert und hat außen noch Spuren von ehemaligem Fugenstrichverputz. Im Innern sind Reste einer später eingebauten Quermauer sichtbar. Um den Burgturm herum, am Abhang zum Seeufer und zur ehemaligen Kapelle hin, verläuft eine Ringmauer von etwa 1,2 Meter Stärke. Die Ringmauer und der Turm sind mit Quermauern verbunden. Zur Kapelle hin schliesst ein rechteckiger Bau an.

### Kapelle
Auf der höhergelegenen Ebene «Glumme», auf der jetzt die neue Kirche steht, fand man noch die Überreste der Columbanskapelle, die leider durch den Neubau zerstört wurden. Man musste für den Pfarrsaal unter der Kirche die Baugrube samt den Grundmauern der alten Kapelle ausheben. A. Gatschet beschreibt die Kapelle 1864 im damaligen Zustand und ebenso Johann Rudolf Rahn 1876 die «Glumenkapelle» XII.Jhd. (?) Einschiffiges, ehedem flachgedecktes Langhaus (ca. M. 6,75 : 4,40). Die Langseiten M. 5,10 hoch, das Ganze mit einem Satteldache bedeckt. An der Ostseite befand sich eine M. 4,10 breite Apsis. Der Rundbogen, mit dem sich dieselbe nach dem Schiffe öffnete, ist jetzt zugemauert, doch sind am Aeusseren noch die Ansätze der aus Tufsteinen gewölbten Conche sichtbar. Die Kapelle ist später zu einem Wohnhause eingerichtet und in 2 Stockwerke getheilt worden, von denen das obere jetzt noch ein Zimmer mit gothischen Fensterpfosten und einer kielbogigen Thüre enthält. Die südliche Langseite aus Bruchsteinen gemauert und am Aeusseren in 3 Compartimenten zwischen breiten Eckstreifen mit Lesenen gegliedert, die unterhalb des Daches durch Kleinbögen auf spitz zulaufenden Consölchen verbunden sind. In dem westlichen Compartimente, wo die Lesene und der Eckstreifenerst in beträchtlicher Höhe anheben, eine 2 M. hohe Thüre, der Bogen aus einem doppelten Halbkreise von Tufsteinen gewölbt. Die Westseite schmucklos aus demselben Materiale gemauert. In der Mitte wieder eine M. 1,80 hohe Pforte. Ansätze eines Giebels über dem Rundbogen derselben lassen vermuthen, dass hier ein «Vorzeichen» gestanden. Die Nordseite ebenfalls kahl, aus Bruch- und Kugelsteinen erbaut. In der Mitte ein kleines M. 0,90 hohes Rundbogenfensterchen. Der Bogen aus Tufquäderchen gemauert. Weiter östlich die Reste eines späteren (?) viereckigen Anbaues, vielleicht einer ehem. Sakristei. R.
Man fand ausserdem auf dem Areal unter dem Turm und auf dem seewärts tiefer gelegenen kleinen Plateau Gräber aus der Zeit der Völkerwanderung, was darauf hinweist, dass sich schon vor der Errichtung der Burg an dieser Stelle eine ältere Begräbnisstätte befunden hatte. Zusätzlich bestätigten Funde von Fragmenten bronzezeitlicher Keramik die frühe Besiedlung dieses Ortes seit prähistorischer Zeit.

## Geschichte
Über den Ursprung der im Herrschaftsgebiet der von Strättligen gelegenen Burg und der bis 1865 bestehenden Sankt Kolumban-Kapelle ist nichts bekannt. Eulogius Kiburger erwähnt 1330 in der Strättliger Chronik die Kapelle, indem er rügt, dass ihm als Pfarrer von Einigen die Einkünfte aus Wallfahrten zu dieser Kapelle entgingen. 1330 wird in einem Brief an den Bischof von Lausanne bestätigt, dass einer der Pfarrer von Spiez jeweils Dienstag und Donnerstag jeder Woche in der Filialkapelle zu Faulensee die Messe halte. Als man vor 1960 mit der Planung des Kirchenneubaus begann, war man sich bewusst bei den Grabungen auf die Grundmauer der Kolumbanskapelle zu stossen. Mit den Sondierungsarbeiten beauftragte die Kirchgemeinde von Spiez den ortsansässigen Architekten und Bildhauer Erwin Friedrich Baumann, der im Juni 1960 die Grundmauern der Kapelle freilegte und die Pläne zeichnete. Er informierte das Bernische Historische Museum über bei den Grabungen gefundene frühgeschichtliche Gräber. Mit Hilfe von Studenten wurde ein Sondiergraben in östliche Richtung ausgehoben und dabei entdeckte man die Fundamente einer bislang unbekannten Burgruine. Diese Funde unter dem geplanten Kirchenbau wurden gut erforscht, aber trotz aller Einwände nicht erhalten. Sichtbar geblieben ist einzig das Viereck der Burgturmfundamente.